# 開放座席車

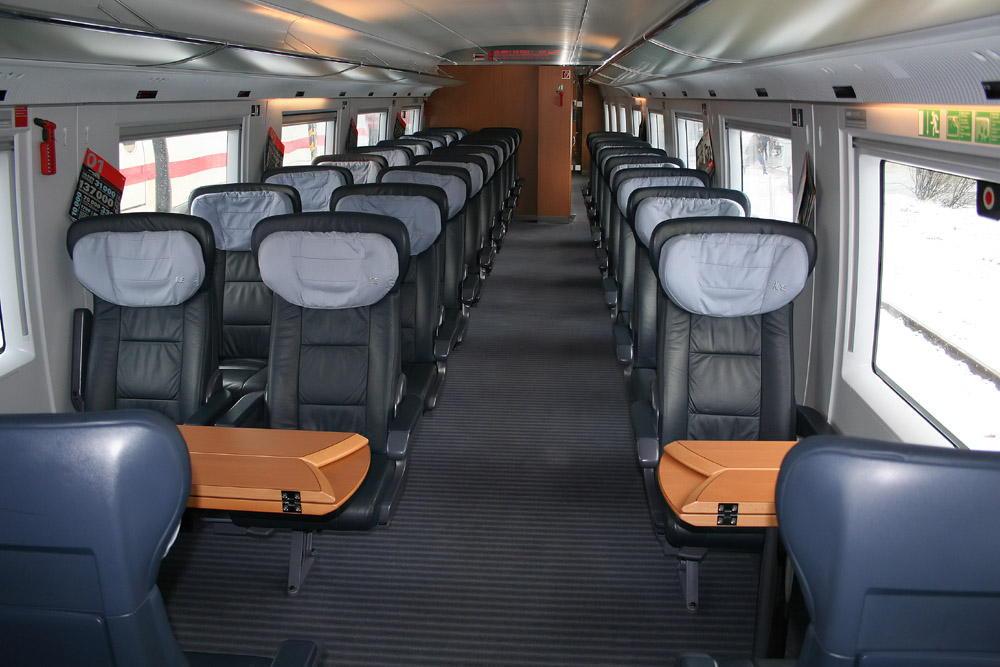
開放座席車の例（ICE3）の1等車

開放座席車（かいほうざせきしゃ　英:open coach, 独: Großraumwagen）は、内部にコンパートメントなどの区分を持たず、座席が中央に通路を持つ開かれたエリアに配置される鉄道車両の種類である。
初の開放座席車は、アメリカ合衆国に19世紀の前半に現れた。そのデザインの原型は、アメリカで広範囲にわたって用いられた河川用蒸気船の客室であった。こうした起源により、当初ヨーロッパでは「アメリカ式客車」と呼ばれたが、この方式はまもなくヨーロッパの鉄道会社でも取り入れられた。当初は地方のローカル列車に多く用いられ、都市交通や中長距離列車にはコンパートメント車が用いられた。しかしいくつかのヨーロッパの鉄道（たとえばヴュルテンベルク王国鉄道やまたはスイス北東鉄道）は、最初からさまざまなタイプの列車に開放座席車を用いた。
日本でも初期を除いて開放座席車が主流を占めたほか、現在ではヨーロッパでも開放座席車が多くなってきた。